# Política de Malawi
La política de Malawi té lloc en el marc d'una república democràtica representativa presidencial, per la qual el president de Malawi és alhora cap d'estat i cap de govern, i d'un sistema multipartidista. El poder executiu l'exerceix el govern i el poder legislatiu correspon tant al govern com a l'Assemblea Nacional . Hi ha un gabinet de Malawi que és nomenat pel president de Malawi. El poder judicial és independent de l'executiu i el legislatiu.
Malawi va aconseguir la independència el mes de juliol de 1964 i va ser governada com una dictadura personalista unipartidista sota la presidència de Hastings Banda i el seu Partit del Congrés de Malawi de 1964 a 1994. A principis dels anys noranta es va anar pressionant sobre el règim perquè es democratitzés. Després d'un referèndum de 1993 guanyat per les forces pro-democràcia, el 1994 es va establir un sistema democràtic multipartidista.
Els estudiosos han remarcat que Malawi és una democràcia inusualment resilient atès que té moltes de les condicions prèvies per al retrocés democràtic, com ara una economia feble, poca capacitat estatal, divisions ètniques destacades políticament i un passat autoritari recent.

## Branca executiva
Segons la constitució de l'any 1995, el president, que és alhora cap d'estat i cap del govern, és escollit per sufragi universal directe cada 5 anys. Malawi té un vicepresident que és elegit juntament amb el president. El president té l'opció de nomenar un segon vicepresident, que ha de ser d'un altre partit. També inclou un gabinet designat presidencialment. Els membres del gabinet de Malawi poden ser seleccionats tant dins com fora de la legislatura. Bakili Muluzi va ser president des del 21 de maig de 1994 fins al maig de 2004, després d'haver guanyat la reelecció l'any 2000 amb el 51,4% dels vots davant el 44,3% del principal rival Gwandaguluwe Chakuamba pel partit MCP-AFORD. A les eleccions de 2004, Bingu wa Mutharika va derrotar Chakuamba per un marge de deu punts. Tot i que l'entorn polític es va qualificar de "desafiant", es va afirmar el 2009 que encara existia un sistema multipartidista a Malawi. Les eleccions parlamentàries i presidencials multipartidistes es van celebrar per quarta vegada a Malawi el maig de 2009, i el president Mutharika va ser reelegit, malgrat les acusacions de frau electoral del seu rival.
El president Mutharika va ser vist per alguns com cada cop més autocràtic i menyspreador dels drets humans, i el juliol de 2011 van esclatar les protestes per l'alt cost de la vida, l'empitjorament de les relacions exteriors, la mala governança i la manca de reserves de divises. Les protestes van deixar 18 morts i almenys 44 altres d'ells amb ferides de bala.
L'abril de 2012, Mutharika va morir d'un atac de cor. Durant un període de 48 hores, la seva mort es va mantenir en secret, inclòs un vol amb el cos a Sud-àfrica, on els conductors de l'ambulància es van negar a moure el cos, dient que no tenien llicència per moure un cadàver. Després que el govern sud-africà amenacés de revelar la informació, el títol presidencial va ser assumit per la vicepresidenta Joyce Banda (no relacionada amb l'antic president Banda).
L'any 2014, les eleccions generals de Malawi, Joyce Banda va perdre les eleccions (en tercer lloc) i va ser substituïda per Peter Mutharika, germà de l'expresident Mutharika. A les eleccions generals de Malawi de 2019, el president Peter Mutharika va ser reelegit per poc. El febrer de 2020, el Tribunal Constitucional de Malawi va anul·lar el resultat a causa d'irregularitats i frau generalitzat. El maig de 2020, el Tribunal Suprem de Malawi va confirmar la decisió i va anunciar que es celebrarien noves eleccions el 2 de juliol. Aquesta va ser la primera vegada que es van impugnar eleccions legalment. El líder de l'oposició, Lazarus Chakwera, va guanyar les eleccions presidencials de Malawi del 2020 i va jurar com a nou president de Malawi.

### Actual executiu
El president de Malawi i l'actual branca executiva compta amb el suport de membres designats d'un gabinet de Malawi i d'agències governamentals de Malawi.
El 2020, el Tribunal Constitucional de Malawi va anul·lar l'estreta victòria electoral i la reelecció del president Peter Mutharika a causa d'irregularitats. El líder de l'oposició , Lazarus Chakwera, va guanyar les eleccions presidencials de Malawi del 2020 i es va convertir en el nou president.

## Poder legislatiu
L'Assemblea Nacional té 193 membres, elegits per un mandat de cinc anys en circumscripcions unipersonals. La constitució també preveia originàriament una segona cambra, un Senat de 80 escons, però fins ara no s'ha pres cap acció per crear el Senat, i les disposicions que permetien la seva creació es van suprimir el 2001. El Senat té com a objectiu proporcionar representació als líders tradicionals i als diferents districtes geogràfics, així com a diversos grups d'interès especial, com ara dones, joves i discapacitats.

## Poder judicial
La constitució preveu un poder judicial independent. El sistema judicial de Malawi, basat en el model anglès, està format per tribunals de primer nivell, un Tribunal Superior i un Tribunal Suprem d'Apel·lació.
Fins al 1969, Malawi va mantenir un sistema de justícia basat en el model colonial, que seguia els principis de la llei anglesa modificada per les lleis de Malawi. La jerarquia dels jutjats va començar amb els jutjats de pau a les ciutats, arribant a un Tribunal Superior i finalment a un Tribunal Suprem d'Apel·lació. A més, principalment a les zones rurals, hi ha diversos nivells de tribunals locals amb diferents competències per conèixer disputes com ara divorcis i altres qüestions matrimonials, herències i accés a la terra basats en el dret consuetudinari tradicional. aquests tribunals també van conèixer casos penals menors especificats al Codi Penal de Malawi, mitjançant un procediment accelerat. Aquestes estaven subordinades a l'Alt Tribunal i subjectes a la legislació que garantia un judici just, inclòs el dret a la representació legal i el dret a apel·lar davant l'Alt Tribunal.
Després de la independència l'any 1964, Banda, que aleshores era primer ministre, i el ministre de Justícia Orton Chirwa van començar a criticar principis del dret de base anglesa com la presumpció d'innocència, la necessitat d'establir la culpabilitat més enllà de qualsevol dubte raonable i l'exigència d' evidència corroborada. L'any 1969, l'absolució de cinc acusats en el primer judici pels assassinats de Chilobwe va causar indignació, tot i que, com que un altre individu va ser posteriorment declarat culpable de tots aquests assassinats en un segon judici, aquesta ira va ser fora de lloc. La reacció parlamentària va ser hostil, i diversos ponents, inclosos els ministres, van suggerir obertament que els jutges europeus i el sistema legal d'estil europeu havien permès que els acusats clarament culpables escapessin del càstig que es mereixen. Aleke Banda, el ministre d'Hisenda, va atacar especialment l'ús d'advocats defensors i les garanties legals imposades per les Regles d'evidència de la llei anglesa. Banda (que havia esdevingut president l'any 1966) va dir que, si el jutge tenia consciència, havia de dimitir i va vincular específicament la llei tradicional amb la seguretat del càstig, al·legant que la manca de proves no era una prova d'innocència.
A partir de 1970 es va transformar el sistema de Jutjats Tradicionals. Es van crear tres tribunals tradicionals regionals i un tribunal d'apel·lació tradicional nacional per sobre de la xarxa existent de tribunals tradicionals de nivell inferior, i se'ls va donar jurisdicció sobre pràcticament tots els judicis penals, inclosos els assassinats i la traïció, que involucren africans d'ascendència de Malawi, utilitzant regles «consuetudinàries» de proves i procediment. Qualsevol apel·lació es dirigia a un Tribunal Nacional Tradicional d'Apel·lació en lloc del Tribunal Superior de Malawi, com ja havia estat el cas abans de 1970. L'Alt Tribunal i el Tribunal Suprem d'Apel·lació van continuar existint, i principalment es van ocupar de casos de dret civil fora del dret consuetudinari. Tot i que aquests tribunals van mantenir la seva jurisdicció penal, a la pràctica la gran majoria de causes penals es van tractar als Tribunals Tradicionals. Se suposava que els tribunals tradicionals havien de funcionar d'acord amb la llei i els costums africans, tot i que aplicaven una versió autoritària, restrictiva i punitiva del dret consuetudinari, d'acord amb les opinions de Banda. La majoria dels jutges eren caps sense formació jurídica, nomenats per Banda i susceptibles de ser destituïts pel mateix Banda, per tant sense cap independència judicial. Els acusats no tenien dret als advocats per al·legar les seves causes, no tenien drets automàtics ni de convocar testimonis ni d'apel·lació (aquests eren a criteri dels tribunals i del ministre de Justícia). No se'ls va donar un resum dels càrrecs que se'ls imputen abans del judici, per la qual cosa no van poder preparar una defensa.
Durant les dècades de 1970 i 1980, els tribunals tradicionals van guanyar la reputació de ser utilitzats per processar els opositors polítics de Banda i de ser corruptes. La manipulació política dels tribunals tradicionals es mostra en els judicis d'alt perfil de l'any 1976 a Albert Muwalo, secretari general del Partit del Congrés de Malawi i Focus Gwede, cap de la branca especial de la policia, acusats d'intent d'assassinar el president Banda, i el judici per traïció de 1983 a Orton Chirwa, que va ser ministre de Justícia fins a la crisi del Gabinet de 1964 i la seva dona, Vera Chirwa. En ambdós casos, es van admetre proves no fonamentades per assegurar les condemnes i els quatre van ser condemnats a mort amb proves febles, tot i que finalment només Muwalo va ser executat.

Durant la transició a la democràcia, l'octubre de 1993 es va suspendre indefinidament el funcionament dels tres Jutjats Tradicionals regionals i de l'Audiència Nacional Tradicional d'Apel·lació, la qual cosa va suposar, en la pràctica, la seva abolició. Quan la nova Constitució va entrar en vigor el 18 de maig de 1994, va reconèixer el dret consuetudinari com a part integral de l'ordenament jurídic i va convertir molts dels tribunals tradicionals locals de nivell inferior en tribunals de pau. També preveia un nou sistema de tribunals tradicionals, però no es va introduir cap legislació per establir aquests tribunals abans de 2011. La legislació de 2011 preveia dos nivells de tribunals de dret consuetudinari: es van establir diversos tribunals locals a cadascun dels 27 districtes de Malawi, principalment a les zones rurals, i un tribunal local d'apel·lacions de districte a cada districte (per conèixer les apel·lacions dels tribunals locals). Es poden interposar recursos addicionals davant el Tribunal Superior, al qual estan subordinats els dos tipus de Jutjats Locals. Cada tribunal local i tribunal local d'apel·lacions de districte estava encapçalat per un president, que no necessitava ser un advocat, però amb un nivell raonable d'educació, domini de l'anglès i un coneixement adequat del dret consuetudinari i de l'idioma de l'àrea a la qual serveix el tribunal. S'han denunciat que els Jutjats Locals, ara anomenats popularment Jutjats Tradicionals, estan cobrant unes taxes judicials excessives per resoldre els conflictes.
Més recentment (2013), Malawi té com a tribunal superior un Tribunal Suprem d'Apel·lació amb jurisdicció només en apel·lacions dels tribunals inferiors. Els seus membres inclouen el president del tribunal i nou jutges més del Tribunal Suprem. El Tribunal Superior de Malawi té una jurisdicció original il·limitada per conèixer i decidir qualsevol procediment civil o penal. La majoria dels casos de l'Alt Tribunal es coneixen davant d'un sol jutge, sense jurat, però els casos sobre qüestions constitucionals han de ser escoltats per tres jutges: hi ha un jutge en cap i 19 jutges de l'Alt Tribunal més. L'Alt Tribunal disposa d'una Sala General que també pot conèixer els recursos dels tribunals subordinats, i una Sala de Mercantil, que s'ocupa de casos comercials o empresarials. Un jutjat subordinat és el Tribunal de Relacions Laborals amb competència en matèria laboral. Els casos davant d'ell són jutjats de manera informal, i amb algunes restriccions a la representació legal, per un tribunal format per un president i un representant cadascun dels empresaris i dels empleats. Altres jutjats subordinats són els jutjats d'instrucció i els jutjats locals o tradicionals. Aquests han definit la jurisdicció penal i civil en funció del seu nivell, però excloent expressament els casos de traïció, assassinat o homicidi involuntari.

## Govern local
El govern local es duu a terme a 28 districtes dins de tres regions administrats per administradors regionals i comissaris de districte que són designats pel govern central. Les eleccions locals, les primeres de l'època multipartidista, van tenir lloc el 21 de novembre de l'any 2000. El partit UDF va aconseguir el 70% dels escons en aquestes eleccions. Els districtes són Balaka, Blantyre, Chikwawa, Chiradzulu, Chitipa, Dedza, Dowa, Karonga, Kasungu, Likoma, Lilongwe, Machinga, Mangochi, Mchinji, Mulanje, Mwanza, Mzimba, Neno, Nkhajeta, Nkhajeta, Nkhajeta, Nkhajeta, Phalombe, Rumphi, Salima, Thyolo, Zomba

## Procés polític

### Partits polítics
Malawi és un sistema estatal multipartidista (vegeu la llista de partits polítics a Malawi). El país va començar com un estat de partit únic el 1964, amb l'MCP com l'únic partit fins al 1993. Un moviment anomenat Aliança per la Democràcia (AFORD) sota el lideratge de Chakufwa Chihana va créixer, demanant la fi de la dictadura de Kamuzu Banda. A causa d'aquesta pressió interna i externa, Banda va acceptar la celebració d'un referèndum nacional el 1993 on la nació va votar per convertir-se en un estat multipartidista. AFORD es va convertir en el primer partit polític d'oposició registrat, i després es van formar altres partits d'oposició. Les primeres eleccions multipartidistes es van donar l'any 1994 en les quals la UDF va guanyar vots com a primera administració sota un sistema multipartidista sota Bakili Muluzi. Malawi és ara una nació multipartidista amb 40 partits registrats, però només uns quants destacats.

### Eleccions
Les eleccions a Malawi s'han celebrat cada cinc anys des de 1994. Els últims anys electorals a Malawi van ser el 1994, 1999, 2004, 2009, 2009, 2014 i l'últim celebrat el maig de 2019.
El juny de 2020, Malawi va celebrar una nova convocatòria de les eleccions presidencials, arran de les acusacions d'irregularitats a les eleccions presidencials de 2019.
- Eleccions passades:
  - Eleccions generals de Malawi de 2019
  - Eleccions generals de Malawi de 2014
  - Eleccions generals de Malawi de 2009
  - Eleccions generals de Malawi de 2004
  - Eleccions generals de Malawi de 1999
  - Eleccions generals de Malawi de 1994

## Participació de les organitzacions internacionals
ACP, BAfD, C, CCC, ECA, FAO, G-77, BIRF, OACI, ICCt, CIOSL, ICRM, IDA, IFAD, IFC, IFRCS, OIT, FMI, OMI, Intelsat, Interpol, COI , (corresponent), ITU, NAM, OAU, OPCW, SADC, ONU, UNCTAD, UNESCO, ONUDI, UNMIK, UPU, WFTU, WHO, WIPO, WMO, WToO, WTrO